# Michael Bell
Michael Patrick Bell (New York, 30 luglio 1938) è un doppiatore, attore, direttore del doppiaggio e regista teatrale statunitense.
È apparso in diversi episodi di popolari serie TV come Charlie's Angels, Ironside, Dallas, soprattutto tra gli anni settanta e ottanta.

## Filmografia

### Cinema
- Un eroe di guerra (War Is Hell), regia di Burt Topper (1961)
- Thunder Alley, regia di Richard Rush (1967)
- Due occhi di ghiaccio (Blue), regia di Silvio Narizzano (1968)
- Brother John, regia di James Goldstone (1971)
- Rollercoaster - Il grande brivido (Rollercoaster), regia di James Goldstone (1977)
- Veloci di mestiere (Fast Company), regia di David Cronenberg (1979)
- Ladre e contente (How to Beat the High Cost of Living), regia di Robert Scheerer (1980)
- C.H.U.D. II: Bud the Chud, regia di David Irving (1989) - non accreditato

### Televisione
- Gomer Pyle, U.S.M.C. - sitcom, un episodio (1965)
- I Monkees (The Monkees) - serie TV, episodio 2x05 (1967)
- Get Smart - serie TV, episodio 3x11 (1967)
- I giorni di Bryan (Run for Your Life) - serie TV, episodio 3x20 (1968)
- Missione impossibile (Mission: Impossible) - serie TV, episodio 3x12 (1969)
- Mannix - serie TV, episodi 4x09, 5x22, 6x03 e 8x09 (1970-1974)
- Tenafly - serie TV, un episodio (1973)
- F.B.I. (The F.B.I.) - serie TV, episodio 9x07 (1973)
- Kibbee and Fitch - film TV (1973)
- Cannon - serie TV, episodi 4x02 e 5x02 (1974-1975)
- The Law - film TV, regia di John Badham (1974)
- Barnaby Jones - serie TV, episodio 4x01 (1975)
- Le strade di San Francisco (The Streets of San Francisco) - serie TV, episodi 4x03 e 5x11 (1975-1977)
- Agenzia Rockford (The Rockford Files) - serie TV, episodi 3x01 e 4x05 (1976-1977)
- Charlie's Angels - serie TV, 2 episodi (1977)
- M*A*S*H - serie TV, episodio 5x22 (1977)
- Tre cuori in affitto (Three's Company) - serie TV, episodi 3x07 e 6x05 (1978, 1981)
- Benson - serie TV, episodio 1x18 (1980)
- Dallas - serie TV, 5 episodi (1980, 1981, 1991)
- Mai dire sì (Remington Steele) - serie TV, episodio 3x20 (1985)
- Top Secret (Scarecrow and Mrs. King) - serie TV, episodio 3x19 (1986)
- Star Trek: The Next Generation - serie TV, episodi 1x01 e 1x02 (1987)
- Hunter - serie TV, 2 episodi (1988)
- Star Trek: Deep Space Nine - serie TV, episodi 2x01 e 2x21 (1994)

### Doppiaggio
- Speed Buggy - serie animata, 16 episodi (1973) - voce di Mark
- Devlin - serie animata, 16 episodi (1974) - voce di Ernie Devlin
- I Superamici (Super Friends) - serie animata, 53 episodi (1977-1984) - voci varie
- Guerre stellari (Star Wars: Episode IV - A New Hope), regia di George Lucas (1977) - voce del Generale Willard
- Gli orsi radioamatori (Posse Impossibile) - serie animata, 13 episodi (1977) - voce di Capo
- Undercover Elephant - serie animata, 13 episodi (1977) - voce di Chief
- Tarzan and the Super 7 - serie animata, 33 episodi (1978-1979)
- Godzilla - serie animata, 26 episodi (1978-1979)
- Jana della giungla (Jana of the Jungle) - serie animata, 13 episodi (1978) - voce del Dott. Ben Cooper
- The Plastic Man Comedy/Adventure Show - serie animata, 19 episodi (1979-1980) - voce di Plastic Man
- I Puffi (The Smurfs) - serie animata, voce di Puffo Inventore, Puffo Brontolone, Puffo Pigrone e John (1981-1989)
- L'incredibile Hulk (The Incredible Hulk) - serie animata, 13 episodi (1982-1983) - voce di Hulk
- The Dukes - serie animata, 13 episodi (1983)
- Rubik, the Amazing Cube - serie animata, 13 episodi (1983) - voce di Reynaldo Rodriguez
- Saturday Supercade - serie animata, 13 episodi (1983) - voci aggiunte
- Gli Snorky (The Snorks) - serie animata, 65 episodi (1984-1988) - voce di Superstellino e Bigweed
- Transformers - serie animata, 53 episodi (1984-1987) - voce di Pantera, Reptilo, Freccia, Prudox e Ringhio
- Voltron: Defender of the Universe - serie animata, 122 episodi (1984-1985) - voce di Voltron
- G.I. Joe: A Real American Hero - serie animata, 67 episodi (1985-1986) - voce di Duke
- Galtar e la lancia d'oro (Galtar and the Golden Lance) - serie animata, 21 episodi (1985-1986) - voce di Yogoth
- The Flintstone Kids - serie animata, 7 episodi (1986-1988) - voce di Mr. Bad
- Vola mio Mini Pony (My Little Pony and Friends) - serie animata, 15 episodi (1986-1987) - voce di Grogar e Sting
- Foorfur Superstar - serie animata, 16 episodi (1986-1987) - voce di Harvey
- Centurions - serie animata, 12 episodi (1986) - voce di John Thunder
- Capitan Dick - serie animata, 65 episodi (1987) - voce di Hiro Taka e John Rogers
- Potsworth & Co. - serie animata, 13 episodi (1990) - voce di Sebastian
- I Rugrats (Rugrats) - serie animata, 142 episodi (1991-2003) - voce di Chas Finster, Drew Pickles e Nonno Pickles
- I pirati dell'acqua nera (The Pirates of Dark Water) - serie animata, 16 episodi (1991-1993) - voce di Ratmore
- Darkwing Duck - serie animata, 13 episodi (1991-1992) - voce di Dean Specter e Quackerjack
- La famiglia Addams (The Addams Family) - serie animata, 8 episodi (1993) - voce di Buck
- Sonic - serie animata, 13 episodi (1994) - voce di Naugus
- Savage Dragon - serie animata, 15 episodi (1995-1996)
- Legacy of Kain: Soul Reaver - videogioco, voce di Raziel (1997)
- Revenant - videogioco, voce di Elahni e Jahga (1997)
- Voltron: The Third Dimension - serie animata, 25 episodi (1998-2000)
- Diablo II - videogioco, voce di Nihlathak (2000)
- Ground Control - Dark Conspiracy - videogioco, voce di Wallace Davidson (2000)
- Baldur's Gate II - videogioco, voce di Haer'Dalis e Omar Haraad (2001)
- Legacy of Kain: Soul Reaver 2 - videogioco, voce di Raziel (2001)
- Warcraft III: Reign of Chaos - videogioco, voce di Mevidh, Necromancer e Druid of the Talon (2002)
- Call of Duty: L'ora degli eroi (Call of Duty) - videogioco, voce del Serg. Pavlov (2003)
- Legacy of Kain: Defiance - videogioco, voce di Raziel (2003)
- Ratchet & Clank 3 - videogioco, voce di Lawrence (2004)
- World of Warcraft - videogioco, voce di Medivh (2004)
- Madagascar - videogioco, voce di Nick (2005)
- Age of Empires III - videogioco, voce di John Black (2005)
- Darkwatch - videogioco, voce di Cartwright (2005)
- Ratchet: Gladiator - videogioco, voce di Lawrence (2005)
- Ratchet & Clank: A spasso nel tempo (Ratchet & Clank Future: A crack in Time) - videogioco, voce di Lawrence (2009)
- Ratchet & Clank: Tutti per uno (Ratchet & Clank: All 4 One) - videogioco, voce di Lawrence (2009)
- Hearthstone: Heroes of Warcraft - videogioco, voce di C'Thun (2014)
- Heroes of the Storm - videogioco, voce di Medivh (2015)
- Star Wars Rebels - serie animata, 4 episodi (2017) - voce del Gen. Dodonna
- Ducktales - serie animata, 2 episodi (2018-2020) - voce di Quackerjack
- Visitors - serie animata, 8 episodi (2022) - voce dello Sceriffo Kovac

## Doppiatori italiani
Nelle versioni in italiano delle opere in cui ha recitato, Michael Bell è stato doppiato da:
- Angelo Nicotra in Charlie's Angels
- Sergio Tedesco in Star Trek: The Next Generation
- Giancarlo Prete in Star Trek: Deep Space Nine

Da doppiatore è stato sostituito da:
- Oliviero Corbetta in Capitan Dick (come Hiro Taka), Ratchet & Clank 3, Ratchet: Gladiator, Racthet & Clank: A spasso nel tempo, Ratchet & Clank: Tutti per uno
- Raffaele Fallica in Legacy of Kain - Soul Reaver, Legacy of Kain - Soul Reaver 2, Darkwatch
- Mauro Gravina ne I Puffi (come Puffo Pigrone e come John), Gli Snorky (come Superstellino)
- Oreste Baldini in Darkwing Duck (come Quackerjack), Ducktales
- Giorgio Melazzi in Diablo II, Ground Control - Dark Conspiracy
- Paolo Sesana in Call of Duty, Heroes of the Storm
- Roberto Chevalier in Speed Buggy
- Massimo Milazzo in Devlin
- Romano Ghini ne Gli orsi radioamatori (1^ voce)
- Sandro Iovino ne Gli orsi radioamatori (2^ voce)
- Marco Mori in The Plastic Man Comedy/Adventure Show
- Giuppy Izzo ne I Puffi (come Puffo Brontolone)
- Francesco Prando ne L'incredibile Hulk (come Bruce Banner)
- Stefano Mondini ne L'incredibile Hulk (come Hulk)
- Marco Balzarotti in G.I. Joe
- Angelo Nicotra in Transformers (come Freccia)
- Ermanno Ribaudo in Transformers (come Ringhio)
- Gianluca Crisafi in Transformers (come Produx, 2° doppiaggio)
- Guido Bettali ne I Rugrats (come Drew Pickles, 1^ voce)
- Maurizio Salvalaio ne I Rugrats (come Drew Pickles, 2^ voce)
- Ambrogio Colombo ne I Rugrats (come Drew Pickles, 2° doppiaggio)
- Martino Consoli ne I Rugrats (come Nonno Boris)
- Fabrizio Picconi ne I Rugrats (come Chaz Finster, 2° doppiaggio)
- Silverio Pisu in Foorfur Superstrar
- Renato Montanari in Potsworth & Co.
- Stefano Albertini in Voltron: The Third Dimension
- Luca Sandri in Legacy of Kain: Defiance
- Riccardo Rovatti in World of Warcraft
- Leonardo Gajo in Madagascar
- Gianni Quillico in Age of Empires III
- Pieraldo Ferrante in Star Wars Rebels